# Paraklet
Paraklet (gr. παρακλητος 'obok wezwany') – termin techniczny, stosowany w sądownictwie wobec osoby wspomagającej, wezwanej do pomocy prawnej oskarżonego w procesie, obrońca, adwokat. Parakletos występował i przemawiał w imieniu oskarżonego.

## W Biblii
Tym terminem Jezus określił Ducha Świętego w czasie jednej z mów poprzedzających opuszczenie uczniów (J 14,26). Określenie użyte przez apostoła Jana jest „rzeczownikiem odsłownym strony biernej od czasownika parakaleo (wzywam, proszę) – przywołany na pomoc”, i ściśle rzecz biorąc oznacza obrońcę (jak jest tłumaczony w Biblii poznańskiej), wspomożyciela (jak jest tłumaczony w Piśmie Świętym w Przekładzie Nowego Świata), orędownika (jak jest tłumaczony w Przekładzie Ekumenicznym). W większości tłumaczeń Biblii ten grecki termin oddano jako pocieszyciel, co według ks. bp. Kazimierza Romaniuka jest tłumaczeniem nieścisłym, „opiera się na fałszywej etymologii i nie ma potwierdzenia w Nowym Testamencie”, gdyż nie oddaje faktycznego charakteru działania Ducha Św. wobec uczniów Jezusa, niemniej termin bywał używany również w tym znaczeniu (np. Hi 16,2 w greckich przekładach Teodocjona i Akwilli). Słowo to występuje też w 1 J 2,1, w odniesieniu do Chrystusa wstawiającego się za grzesznikami.